# Макарово (Харьковская область)
Макарово (укр. Макарове) — село, Светличанский сельский совет, Золочевский район, Харьковская область, Украина.
Код КОАТУУ — 6322685503. Население по переписи 2001 года составляет 363 (165/198 м/ж) человека.

## Географическое положение
Село Макарово находится на правом берегу реки Лопань, выше по течению на расстоянии в 1,5 км расположено село Турово, ниже по течению на расстоянии в 2 км расположено село Цуповка (Дергачёвский район) (бывшая Чайковка), на противоположном берегу расположено село Новая Казачья в котором есть железнодорожная станция Новая Казачья (Платформа 774 км).

## Экономика
- Молочно-товарная ферма.

## Объекты социальной сферы
- Макаровский клуб[1].
- Школа.
- Библиотека.

## Достопримечательности
- Братская могила советских воинов.